# Dalvíkurbyggð
Dalvíkurbyggð (kiejtése: ˈtaːlˌviːkʏrˌpɪɣθ) önkormányzat Izland Északkeleti régiójában, amely 1998. június 7-én jött létre az Eyjafjörður körüli területek egyesülésével.
Az önkormányzat a Fjölskylduhátíðin Fiskidagurinn halászati programsorozat helyszíne.

## Nevezetes személyek
- Björgvin Björgvinsson, síelő[4]
- Daníel Hilmarsson, síelő[4]
- Freymóður Jóhannsson, festő[4]
- Friðrik Ómar, énekes, a 2008-as Eurovíziós Dalfesztivál résztvevője[4]
- Heiðar Helguson, labdarúgó[5]
- Kristján Eldjárn, Izland harmadik elnöke[6]
- Jóhann K. Pétursson, színész, „a viking óriás”[7]
- Þórarinn Eldjárn, író[4]

## Testvérvárosok
Dalvíkurbyggð testvértelepülései:
- Hamar, Norvégia
- Ittoqqortoormiit, Grönland
- Lund, Svédország
- Porvoo, Finnország
- Viborg, Dánia

## Fordítás
- Ez a szócikk részben vagy egészben  a   Dalvíkurbyggð című angol Wikipédia-szócikk ezen változatának fordításán alapul.  Az eredeti cikk szerkesztőit annak laptörténete sorolja fel. Ez a jelzés csupán a megfogalmazás eredetét és a szerzői jogokat jelzi, nem szolgál a cikkben szereplő információk forrásmegjelöléseként.